# 디보스 필드하우스
디보스 필드하우스는 미시간주 홀랜드에 있는 3,400석의 실내 경기장이다. 2005년에 2200만 달러를 들여 지어졌다. 이곳은 호프 칼리지의 남녀 농구 팀인 호프 플라잉 더치맨과 호프 플라잉 더치와 호프 대학의 배구 팀이 있는 곳이다.
경기장은 다른 이벤트에도 사용된다. 콘서트 장소로서 최종 무대 쇼의 경우 최대 4000석, 중앙 무대 공연의 경우 최대 4600석을 수용할 수 있고 둘 경우 다 그랜드 래피즈 지역 인구 규모의 대도시 지역에 있는 가장 큰 극장이다. 또한 졸업식과 회의 및 기타 특별 행사에 사용된다.